# L'Été et les amours
Pour plus de détails, voir Fiche technique et Distribution.
L’Été et les amours (titre original : Verliebte Sommer) est un film autrichien réalisé par Franz Antel sorti en 1954.

## Synopsis
En route vers le Wörthersee au volant de sa Cadillac, le marchand d'exportation sûr de lui Otto Polsterer s'arrête pour la nuit dans un hôtel de Munich. Sa fille Anja l'accompagne, mais elle préfère être avec son véritable amour, Jonny. M. Polsterer reçoit la nouvelle que sa présence dans l'entreprise est requise en raison d'une grosse affaire d'un million de dollars. Cela nécessite de nouvelles décisions et il décide que le propriétaire de la station-service d'en face, Gustl Kränzlein, emmène sa fille dans sa voiture jusqu'à la destination finale, Velden am Wörthersee. Mais il lui dit qu'elle doit donner des nouvelles tous les jours. Il peut ainsi prendre l'avion pour Hambourg sans aucun souci. Bien sûr, il ne peut pas imaginer que tout se passera complètement différemment.
Au même moment, Gustl Kränzlein reçoit la visite de son neveu, l'ingénieur Manfred Böttcher, toujours un peu à court d'argent. Il est en route avec ses deux amis, le timide et enthousiaste Karl Munk et le vendeur Gerhard Rohne, toujours d'humeur à plaisanter, pour des vacances amusantes entre célibataires avec une vieille voiture bien élevée et une caravane de location. Sur proposition de la mère Kränzlein, le lendemain matin, au lieu de Gustl, le jeune Manfred s'assoit au volant de la Cadillac pour aller chercher "l'enfant" à l'hôtel d'en face. Il est étonné lorsqu'il voit une jeune et belle femme. Sa confusion aurait probablement été encore plus grande s'il avait su que la véritable Anja était en route vers son bien-aimé et qu'elle était représentée par l'opératrice téléphonique Brigitte Mansfeld, qui vient d'être licenciée de son service hôtelier.
Pendant ce temps, Karl et Gerhard décident de rester sur les traces de la Cadillac, car Manfred n'a pas tenu sa résolution de ne pas chercher de jolies filles pendant leurs vacances. Finalement, ils parviennent à passer le reste du voyage ensemble. Après que Brigitte, sous le nom d'Anja, envoie le premier télégramme obligatoire de Salzbourg à M. Polsterer, ils doivent passer la nuit au Fuschlsee en raison d'une "panne". Pendant que Brigitte dort dans la caravane, les trois amis campent à côté pour veiller. Le lendemain matin, Manfred est étonné de constater qu'il y a à nouveau "tout d'un coup" du carburant et le voyage continue. Peu avant Sankt Wolfgang im Salzkammergut, ils rencontrent Anja, qui découvre maintenant que son Jonny est marié. Afin de ne pas révéler le mensonge, elle n'a d'autre choix que de poursuivre son voyage en tant que Brigitte Mansfeld. Alors que Karl a déjà ouvert son cœur pour la vraie Brigitte, Manfred se défend de ses sentiments pour cette « Brigitte imprudente qui arrête des voitures étranges et qui est en réalité Anja ». Il la traite également durement. Lors d'un mariage de fermiers à Heiligenblut, Gerhard, qui aime en fait toutes les jolies filles, se retrouve presque coincé avec la jeune fille à la couronne, Marianne. Selon une vieille tradition, demander de danser à une demoiselle couronnée équivaut à une demande en mariage. Après de nouvelles turbulences, les cinq parviennent finalement à arriver à Velden am Wörther See et Manfred dépose "Anja" à l'hôtel du château, au grand dam de Karl. Par affection, il emmène la vraie Anja avec lui au camping pour ne pas l'exposer aux "dangers de la route de campagne". Lorsque le père tapissier et l'oncle Kränzlein arrivent au Wörthersee, la fin heureuse ne peut plus être arrêtée et Gerhard peut enfin repousser le jeune fille à la couronne.

## Fiche technique
- Titre : L'Été et les amours
- Titre original : Verliebter Sommer
- Réalisation : Franz Antel assisté d'Arnfried Heyne
- Scénario : Herbert Reinecker, Hanns Karl Kubiak
- Musique : Lotar Olias (de)
- Direction artistique : Sepp Rothauer
- Photographie : Hans Heinz Theyer
- Son : Max Vernooij
- Montage : Arnfried Heyne
- Producteur : Erich von Neusser
- Société de production : Neusser-Film, Hope Film
- Société de distribution : Sascha Filmverleih
- Pays de production :  Autriche
- Langue : allemand
- Format : Noir et blanc - 1,33:1 - Mono - 35 mm
- Genre : Comédie
- Durée : 100 minutes
- Dates de sortie :
  - Autriche : 31 décembre 1954.
  - Allemagne de l'Ouest : 27 janvier 1955.
  - France : 19 avril 1961[1].

## Distribution
- Peter Pasetti : Manfred Böttcher
- Rudolf Platte : Gerhard Rohne
- Peter Alexander : Karl Munk
- Hans Moser : Gustl Kränzlein
- Paula Braend (de) : Martha, sa femme
- Doris Kirchner : Anja Polsterer
- Hannelore Bollmann : Brigitte Mansfeld
- Ilse Peternell : Marianne, la jeune femme à la couronne
- Oskar Sima : Otto Polsterer
- Karl Eidlitz : le directeur de l'hôtel

## Production
Lorsque Franz Antel cherche le troisième acteur principal aux côtés de Peter Pasetti et Rudolf Platte, déjà engagés, il pense à Peter Alexander, qui avait chanté le générique d'ouverture de Les Fruits les plus doux (de) avec Leila Negra, également anonyme. Mais Waldfried Barthel (de), le patron de la société de distribution Constantin, refuse d'abord l'acteur inconnu. Ce n'est qu'après qu'Antel signe les acteurs populaires Hans Moser et Oskar Sima que Barthel donna son autorisation. Comme Alexander est en vacances en Italie dans un lieu inconnu peu avant le début du tournage, Antel demande à la branche viennoise d'Interpol de le rechercher, il le découvert à Grado avec sa femme Hilde. Alexander craint de ne pouvoir chanter qu'une chanson dans le film, mais sa femme le persuadé d'annuler les vacances. C'est le premier rôle principal de Peter Alexander dans un film.
Le studio de cinéma de Salzbourg-Parsch sert de studio. Les plans extérieurs ont été tournés à Munich, Salzbourg, au bord des Fuschlsee, Wolfgangsee et Wörthersee ainsi que dans la région du Großglockner.